# الاتصالات في الإمارات العربية المتحدة
يخضع قطاع الاتصالات في دولة الإمارات العربية المتحدة لرقابة وإشراف هيئة تنظيم الاتصالات والحكومة الرقمية التي تأسست بموجب المرسوم بقانون اتحادي لدولة الإمارات العربية المتحدة رقم 3 لسنة 2003. ومنذ عام 1976 إلى عام 2006، كانت مؤسسة الإمارات للاتصالات (اتصالات) هي المزود الوحيد لخدمات الهاتف والاتصالات في دولة الإمارات العربية المتحدة. وعلى الرغم من الاستثناءات في المناطق الحرة والمشاريع السكنية الحديثة، احتكرت اتصالات خدمات الاتصالات التجارية والشخصية في معظم أنحاء البلاد. وفي فبراير 2006 تأسست شركة دو، وهي شركة الهاتف الجديدة ومزود خدمة الإنترنت (ISP). بدأت دو في تقديم خدمات الهاتف المحمول على مستوى الدولة وخدمات الإنترنت والتلفزيون في بعض المناطق الحرة. ومع ذلك، ونظرًا للتوزيع الجغرافي لمناطق الخدمة، فإن الشركات لا تتنافس على العملاء. وفي وقت سابق، قدمت دو خدمات التشغيل الثلاثي لمناطق المنطقة الحرة تحت اسم شركة الإمارات للاتصالات المتكاملة (EITC) والذي لا يزال اسمها القانوني.